# Carlos Jean
Carlos Jean Arriaga (Ferrol, La Coruña; 15 de junio de 1973) es un músico, DJ, productor, publicista y cantante español de ascendencia haitiana. Nominado 6 veces a los Grammy Latinos y con un Premio Ondas a mejor DJ.
Además de su faceta musical, Carlos Jean ha incursionado en el mundo del marketing con diversos proyectos musicales. Junto a su compañía MUWOM han desarrollado proyectos como El Plan B, con Ballantines, Music Experience con Coca-Cola, pasando por la creación de un himno para la escudería Ferrari con Banco Santander, la unión de música clásica y urbana con la marca de café Carte Noire, o The Sound of Emotions con Audi, entre otros. Actualmente es el Head of Music de Hogarth Spain.

## Biografía
Hijo de María Arriaga (Ferrol) y Jean Robert Jean (Haití) -conocido como Daddy Jean-, se crio en Madrid y estudió en el Colegio de Huérfanos de la Armada (CHA). Formó, a finales de los 90, el grupo Najwajean, junto a la también cantante y actriz Najwa Nimri. Su primer trabajo fue No blood (1998), seguido de las bandas sonoras de Asfalto y Guerreros. Aunque en 2002 publicaron Selection, Jean lanza en solitario Planet Jean dos años antes, un disco dance del que destaca Give me the 70s. Es, a partir de entonces, cuando varios artistas -Alejandro Sanz, Andrés Cabas, Miguel Bosé, Hombres G, Virjinia Glück, Bebe, Zahara, Enrique Bunbury, Carlos Baute, Fangoria, Hevia, Malabar, OBK, Pastora Soler, Presuntos Implicados, su amiga Najwa Nimri, Tiziano Ferro, Undrop, La Unión, Camela o Estopa- contaron con él como productor o mezclador.
En el año 2002 publicó Back to the Earth, un disco de transición en el que buscaba un sonido más propio con canciones más cálidas y alejadas del sonido electrónico centroeuropeo y orientadas hacia la música más bailable. El disco cuenta con las colaboraciones de, entre otros, Amparanoia, Orishas, Macaco, Malabar, Sheila Cuffy, su padre Daddy Jean, Shuarma o Pastora Soler. Durante su grabación probó las mezclas que iba haciendo en el local donde pincha su hermano Robert J. hasta conseguir el resultado definitivo. Incluye música samba, son, funk, soul, blues, big beat, hip-hop o latin power. En 2005, su producción del álbum La fuerza del destino, de Fey, es nominado al Grammy Latino en la categoría de Mejor Disco Pop Femenino, aunque finalmente el galardón recaería en la cantante italiana Laura Pausini.
En el año 2006 publica el álbum Mr Miracle que, en un principio, se iba a llamar On a diet ("A dieta") y cuyo primer sencillo es el tema pop Have a Nice Day. En este trabajo colaboran Macaco (en Suave), La China Patino (Cycle) (en Once Again), Plastilina Mosh (en Get Down), Alaska (en Nada) y Bebe (en Tiempo, la primera canción grabada en castellano por Carlos Jean). Este tercer trabajo abarca diferentes estilos, como funk (She's all about cash), pop (Have a nice Day), electrónica de baile (Once Again), hip hop de corte ochentero o rock (Your rap is bad, Mr. Miracle). En 2007 es de nuevo nominado al Grammy Latino por sus trabajos en Faltan Lunas, de Fey, y con Miguel Bosé.
En abril de 2008 publica un nuevo trabajo con Najwajean, Till it breaks, con un sonido más pop-rock destinado a su presentación en directo. Este año también produce el disco de Second titulado Fracciones de un segundo. En 2009 colabora con Estopa y hace una remezcla de la versión de la canción Hemicraneal en el disco X Aniversarium del dúo musical. En agosto de ese año hizo una breve participación en la producción del tercer disco de Belinda en los estudios de Madrid después del éxito de Utopía. En marzo de 2010 colaboró en la producción del nuevo sencillo protagonizado por los Teen Angels: Miedo a perderte. También ese año, tras el terremoto y sus devastadoras consecuencias para el pueblo haitiano, decidió unir a algunos de los compositores y cantantes más importantes del mundo latino en la creación de un tema benéfico. Alejandro Sanz, Estopa, Shakira, Hombres G y un larguísimo etcétera participan en la composición y grabación de “Ay Haití”. El sencillo se convierte en un gran éxito y el videoclip recibe el premio al mejor de su categoría en los Premios 40 Principales de 2012.
En 2011 empezó su nuevo trabajo el plan Ballantines (El plan B), proyecto desarrollado por MUWOM. Libremente, todo el mundo podía aportar una nueva pista de música sobre las bases rítmicas que difunde en Internet, pudiendo ser una voz, cualquier instrumento, unas palmas, etc. Cualquier aportación era susceptible de ser integrada en el producto final. Durante un tiempo tuvo una sección en El hormiguero en el que mostraba las posibilidades de dichas pistas, en directo. De todas las propuestas que le enviaron cuando colgó la primera base musical para el tema Lead the Way, Carlos eligió la de Electric Nana, una cantautora madrileña de 23 años.
En 2015 decide centrarse, tras años de proyectos de cocreación, bandas sonoras y branded musical, en el regreso de Najwajean, llenando el Circo Price. Además de compartir cabina y platos con los djs más destacados del panorama internacional como David Guetta, Alesso, Nervo o The Zombie Kids y en las salas más célebres como Privilege o Cocoloco.
Durante estos años, varios de sus proyectos han visto la luz para marcas como Meliá, Ron Barceló, o Renfe. Para Audi, Carlos Jean y Juan Zelada crearon “The Sound of Emotions”, un proyecto tecnológico, musical y social que nació en el marco de Audi Innovative Thinking, programa internacional que busca fomentar la creatividad como motor impulsor de la sociedad.
El 17 de marzo de 2023, Carlos Jean estrena un EP con cinco nuevas canciones, con el título de "Hasta el Cielo", creados por el productor para la banda sonora de la serie "Hasta el Cielo: La Serie", lanzada por Netflix ese mismo mes y que cuenta con la dirección del realizador español Daniel Calparsoro. En el tema principal, "Kriptonita", aparece como colaboradora especial la rapera y compositora puertorriqueña Villano Antillano, pionera en el mundo trans de la música urbana en español.
y así mismo Carlos tiene un ID con el cantante surinamés Jeon quien trabajó con artistas talla J Balvin, anitta, Luis Fonsi etc.

## Discografía

### Con Najwajean

#### Álbumes
- No Blood (Subterfuge Records, 1998)
- Selection (Subterfuge Records, 2002)
- Till it breaks (EMI Music Spain, 2008)
- Bonzo (MUWOM, 2015)

#### Sencillos
- Like those roses (Subterfuge Records, 1998)
- Like those roses remixes (Subterfuge Records, 1998)
- I'm gonna be (500 miles) (Subterfuge Records, 1999)
- Garota de Ipanema (Subterfuge Records, 1998)
- Crime (EMI MUSIC, 2008) (Till it breaks, 2008)
- Waiting (MUWOM, 2015) (Bonzo, 2015)
- Bonzo (MUWOM, 2015) (Bonzo, 2015)

### En solitario

#### Álbumes
- Planet Jean (Subterfuge Records, 2000)
- Back to the Earth (EMI/Hispavox, 2002)
- Back to the Earth (vinilo) (EMI/Hispavox, 2003)
- Mr Miracle (EMI, 2006)
- MR. Dabada (2006)
- Introducing Carlos Jean (2011)
- Planet Jean (Deluxe Edition) (2011)
- El plan B de Carlos Jean (2011)
- ReIntroducing Carlos Jean (2013)
- Combustión (BSO) (2013)

#### Sencillos
- Give me the 70s (Subterfuge Records, 2000)
- Mr Dabada
- Face to face
- Mira pa dentro
- La alianza
- Kung fu fighting
- Have a nice day
- Get Down[15]
- Tiempo
- Lead the Way (feat. Electric Nana, El Pescao, Ferrara, Pedro Pimentel, Macadamia & Scratchcat)
- Don't Be Confused
- Gimme the Base (DJ) (feat. Mandy Santos, Electric Nana, Macadamia, Pedro Pimentel & Cecilia Gómez)
- Keep the Trance (feat. Mandy Santos, Stelion, Joel & Igor Echebarría)
- Three is company con Lytos, Alba, Kick and Clap, Cherry Man, Stelion
- Blackstar con Electric Nana, Ferrara, Stelion
- You Have No End con Ferrara, Macadamia, Crowden
- You Have No End (El Hormiguero Party) con Juni Ramone, Antonio Ferrara, Stelion, Crowdem, Arcano, Damian Stars, Laura, Arake, Jessica Santos, Alba López.
- Baseline con Stelion, Laura, Arake, Crowden & Tolo Servera
- Made For Love con Tolo Servera, Macadamia, Stelion, Electric Nana, Ferrara & Carlos Latre
- Midnight con M-AND-Y (feat. Aqeel) (Producción)
- Generation (feat. Sweet Ross, Alex Ayora, Dansswanz y Lucia Scansetti).
- Lost Our Wings (feat. Ferrara)
- Prisioners (De Combustión) con  Dj Nano (feat.Ferrara)
- Quiero Ser Como Tú (El Hormiguero 3.0 Remix) (Producción) con Las Queers, David Dorta & Paula Guasp
- Forza! (Santander's Tribute to Scuderia Ferrari)
- Lifetime con Alexander Som
- Wasting your time (MUWOM, 2014)
- I Don´t Wanna Die (MUWOM, 2015)
- Lady (MUWOM, 2015)
- You & I con Juan Zelada
- Call my name con Albert Neve (feat. robbie)
- Hasta el cielo con Mala Rodriguez & Carolina Yuste
- ID (feat. Bebé)
- Tu fragancia vuela con Macarena gomez
- Ride con John Martin
- ID (feat. Kiiara)
- ID (feat.Jeon)
- El dinero no se come (feat. Leslie Shaw & Kaydy Cain)
- Take your money

## Bandas sonoras
- Asfalto (con Nacho Mastretta) (Subterfuge Records, 2000)
- Una de zombies...!(Amiguetes Entertainment, 2004)
- Guerreros (Subterfuge Records, 2002) con Najwajean
- Ausentes (2005)
- "Cazadores de Hombres" (2008)
- Combustión (Película) (2013)
- Yucatán (Película) (2018)
- Operación Marea Negra (2022)
- Hasta el Cielo (2023)

## Producciones
- Producción de "Camela Remix Dance Version 9. Track" de Camela (1998)
- Producción del disco Una temporada en el infierno de Fangoria (1999)
- Producción del disco "Antropop" de OBK (2000)
- Producción de los remixes de "Sildavia" y "Más y Más"(La Unión) del disco "LA UNIÓN: GRANDES ÉXITOS 1984_2000" (2000)
- Producción del remixQuisiera ser  de Alejandro Sanz (2000)
- Producción del remix Cuando nadie me ve Alejandro Sanz (2000)
- Producción del disco "Maldito Raphael" de Raphael (2001)
- Producción del disco Corazón congelado de Pastora Soler (2001)
- Producción del disco Naturaleza muerta de Fangoria (2001)
- Producción del disco Los mejores años de nuestra vida de Marta Sánchez (2001)
- Producción del remix "Una lágrima" de Peret (2001)
- Producción del remix del sencillo "Yo no me escondo" de OBK en el álbum "Ultimatum" (2001)
- Producción del disco Deseo de Pastora Soler (2002)
- Producción del disco "Babylon" de OBK (2003)
- Producción de 2 canciones en Más Allá de Gisela (2003)
- Producción del disco Arquitectura efímera de Fangoria (2004)
- Producción del remix de la canción Hai un paraiso de Luar Na Lubre (2004)
- Producción del disco Pa fuera telarañas de Bebe (2004)
- Producción del disco Lo mejor de Marta Sánchez de Marta Sánchez (2004)
- Producción del disco " La fuerza del destino" Fey (2004)
- Producción del disco "Feeling" de OBK (2005)
- Producción del disco "Regreso a mi planeta" de Diego Montoto (2006)
- Producción del disco "Agua" de Vanesa Martín (2006)
- Producción del disco "Faltan Lunas" de Fey (2006)
- Producción del remix de la canción Idiota del grupo Nena Daconte, que utilizaron como sustitución del sencillo original (2006)
- Producción del remix Te lo agradezco, pero no de Alejandro Sanz (2006)
- Producción del disco Papito de Miguel Bosé (2007)
- Producción del disco Miss Sánchez de Marta Sánchez (2007)
- Producción del disco 10 de Hombres G (2007)
- Producción del disco Cal y arena de Merche (2007)
- Producción del sencillo "La Alianza" Orishas en el disco "Antidiótico" (2007)
- Producción del disco "Y." de Bebe (2009)
- Producción del disco "Fracciones de un Segundo" de Second (2009)
- Producción del disco "La fabulosa historia" de Zahara (2009)
- Producción del remix de Hemicraneal del álbum "X anniversarivm" de Estopa (2009)
- Producción del remix Looking for Paradise de Alejandro Sanz (2009)
- Producción del disco De Par en Par de Marta Sánchez (2010)
- Producción y composición de 4 canciones en "Carpe Diem" Belinda ("Culpable", "Cuida de mí", "Mi religión" y "Duele") (2010)
- Producción del disco Desayuno Continental de Hombres G (2010)
- Producción del sencillo "Reloj Molesto (Para Lula, Esperanza de Brasil" de Enrique Morente (2010)
- Producción de los sencillos "Miedo a perderte", "Bravo Por La Tierra", "Voy Por Más", "Escapare" y "No Te Rindas" de "Teen Angels" (2010)
- Producción del remix "Cometas por el cielo" de La Oreja de Van Gogh (2012)
- Producción del sencillo "Historias de Terror" de El Pescao (2012)
- Producción del disco Back on Track de Juan Zelada (2014)
- Producción del disco Cambio de Piel de Bebe (2016)[16]

## Proyectos
- Plan B - Ballantine´s
- Coca Cola Music Experience - Coca Cola
- Rock in Rio - El Corte Inglés
- Forza! Ferrar] - Banco Santander / Scuderia Ferrari
- Corazones contentos - Puleva
- The Sound of Emotions - Audi
- Sol House Music Project - Meliá
- Fire & Ice, Carte Noir Music Project - Carte Noir
- Ay, Haití! - Intemón Oxfam

### Producciones para proyectos
- Ay Haití: Producción de la canción solidaria "Ay Haití" en colaboración con Intermón Oxfam y grandes artistas latinos
- Plan B: Remezclas con el Plan B uniendo entre sí varias pistas, sonidos... ("Lead the way") ("Gimme The Base")
- Coca Cola Music Experience: Producción de remezclas uniendo pistas, sonidos, etc. a una base (Fight For Life) (Generation)
- Fire & Ice: Producción de cuatro sinfonías en las que une la música clásica (a través del Conservatorio del Liceu) y la música urbana.
- Forza! Ferrari: Carlos Jean se desplaza con su estudio portátil hasta Maranello para registrar sonidos de motores, ruedas botando, pistolas de aire…
- Lifetime: Producción del himno del 50 aniversario de Aramón Formigal partiendo de los sonidos propios de la nieve tales como esquís, aludes, etc. junto con el DJ y productor Alexander Som
- The Sound of Emotions: Producción del sencillo "You & I", junto a Juan Zelada,  hecho con las emociones de la gente.
- Tu Historia, Tu Canción: Producción del sencillo "A carcajadas" de Bebe & Zelada (2016)